# ヨハン・ツィレンシェク
ヨハン・ツィレンシェク（Johann Cilenšek、1913年12月4日 - 1998年12月14日）は、ドイツの作曲家。

## 生涯
スロベニアから移住した陶工の子として生まれ、1924年から1933年までバウツェンの学校でツィター・ピアノ・チェロ・オルガンを学んだ。その後国家労働奉仕団を経て、1935年からライプツィヒ音楽院でヨハン・ネポムク・ダーフィトに作曲を学んだ。1937年にナチスに入党し、第二次世界大戦中は旋盤工として徴用された。戦後はドイツ社会主義統一党に入党した。
1945年からエルフルトで音楽理論を教え、1947年からフランツ・リスト・ヴァイマル音楽大学の教授となった。1978年に引退するが、1980年まで客員講師として教壇に立った。さらに東ドイツ作曲家連盟のテューリンゲン地区の議長を1951年から1956年と1964年から1966年の2度にわたって務めた。また1961年には芸術アカデミーの会員に選ばれ、1978年から1990年まで副議長を務めた。

## 作品
作品の大部分は器楽曲で、初期はダーヴィトとパウル・ヒンデミットの影響を強く受けていた。やがてバルトーク・ベーラとドミートリイ・ショスタコーヴィチの影響を受け、その時期には5つの協奏曲と5つの交響曲を作曲した。やがて1960年代になると無調や十二音技法を取り入れるが、ヴィトルト・ルトスワフスキと比べると限定的であった。1970年代以降は伝統的な協奏曲や交響曲の形式を捨てコンサートピースという形式をとった。

### 管弦楽曲
- 管弦楽のための協奏曲（1948）
- ピアノ協奏曲（1950）
- オルガンと弦楽オーケストラのための協奏曲（1950）
- チェロ協奏曲（1952）
- ヴァイオリン協奏曲（1953）
- 交響曲第1番（1954）
- 交響曲第2番「葬送交響曲」（1956）
- 交響曲第3番（1957）
- 交響曲第4番～弦楽のための（1958）
- 交響曲第5番「協奏交響曲」（1959）
- シンフォニエッタ（1963）
- ピアノとオーケストラのためのコンサートピース（1966）
- ヴァイオリンとオーケストラのためのコンサートピース（1974）
- ヴィオラとオーケストラのためのコンサートピース（1977）
- フルートとオーケストラのためのコンサートピース（1979）
- ホルンとオーケストラのためのコンサートピース（1982）
- トランペットとオーケストラのためのコンサートピース（1987）

### 室内楽曲
- ヴァイオリンとピアノのためのソナタ（1948）
- フルートとヴァイオリンとヴィオラのためのソナタ（1949）
- フルートとギターのためのソナタ（1950）
- ピアノのためのソナタ（1951）
- オーボエとピアノのためのソナタ（1960）
- フルート、オーボエ、クラリネット、ホルン、ファゴットのための五重奏曲（1975）
- ギターのための6つのバガテル（1985）
- ピアノ、2つのヴァイオリン、ヴィオラ、チェロのための五重奏曲（1995）

## 文献
- Festschrift Johann Cilenšek zum 85. Geburtstag, hrsg. vom Komponistenverband Thüringen e.V., Erfurt 1998.
- J. Kupfer: Johann Cilenšek - Versuch einer Annäherung, Erfurt 1998.